# Kaspar Blond

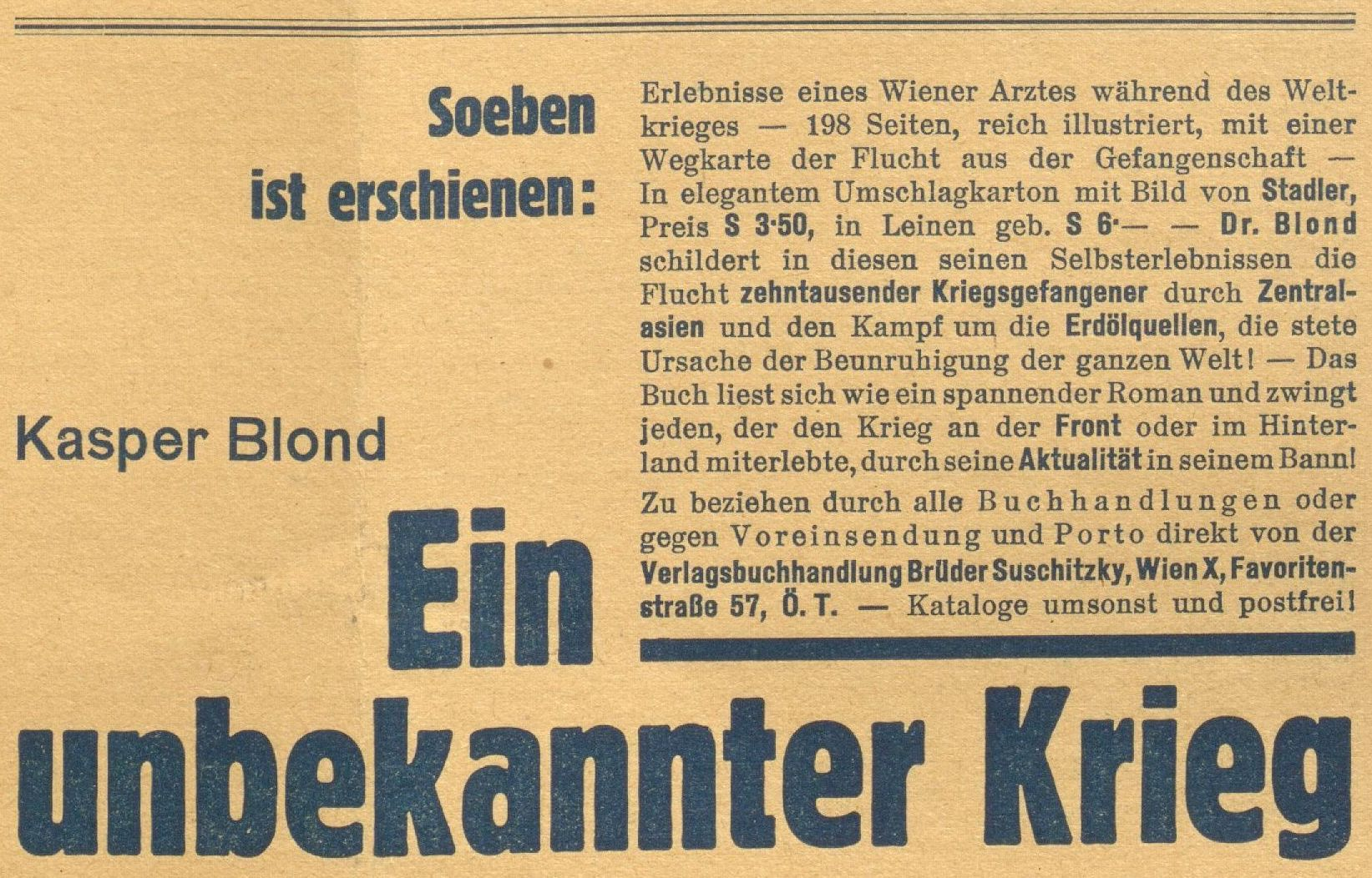
Werbeanzeige für Kaspar Blonds Buch „Ein unbekannter Krieg“ (1931)

Kaspar Blond (auch Kasper Blond; geboren 10. Juli 1889 in Czernowitz; gestorben 20. September 1964 in London) war ein österreichischer Chirurg und Proktologe. 

## Leben
Blond entstammte einer großbürgerlichen jüdischen Familie. Er studierte an der Universität Wien Medizin und diente ab Juni 1913 als Einjährig-Freiwilliger beim k. u. k. Infanterie Regiment Nr. 41. Mit Beginn des Ersten Weltkriegs kam er als chirurgischer Hilfsarzt an das Garnisonsspital in Czernowitz. Die Stadt wurde im Ersten Weltkrieg drei Mal von russischen Truppen besetzt. Am 24. September 1914 wurden die Verwundeten des Garnisonsspitals zusammen mit einigen Ärzten, darunter auch Kaspar Blond, in die Kriegsgefangenschaft verschleppt. Blond selbst wurde bis nach Aschabad verschleppt, wo er zunächst unter unmenschlichen Bedingungen in mehreren Gefängnissen überleben und als Mediziner arbeiten musste. Zusammen mit einigen wenigen Kollegen konnte er im November 1915 nach Persien fliehen und gelangte von dort über türkisches Gebiet und Aleppo wieder nach Österreich-Ungarn.
Zurück in Wien arbeitete er im Garnisonsspital Wien 1 und konnte sein Medizinstudium beenden. Ende Januar 1917 wurde Blond zum Sanitätsleutnant befördert und zu den österreichisch-ungarischen Truppen nach Palästina kommandiert. 
Über seine Abenteuer in der Kriegsgefangenschaft und auf der Flucht hielt Kaspar Blond später Vorträge und veröffentlichte 1931 den Bericht „Ein unbekannter Krieg“ in Buchform. Ab dem 29. Juni 1930 erschien der Text in der Österreichischen Illustrierten Zeitung über mehr als dreißig Wochen hinweg als Fortsetzung.
Nach dem Ersten Weltkrieg arbeitete Blond als Chirurg in verschiedenen Wiener Krankenhäusern. Nach dem sogenannten Anschluss Österreichs an das Deutsche Reich 1938 floh Kaspar Blond nach London, wo er im Whipps Cross Hospital als Chirurg arbeitete. 1943 machte er sich mit einer eigenen Praxis selbstständig. Zu seinen wissenschaftlichen Schwerpunkten gehörte die Beschäftigung mit Lebererkrankungen und mit Krebserkrankungen.

## Veröffentlichungen (Auswahl)
- Zur Gallenblasenphysiologie und -Pathologie. In: Journal of molecular medicine. Bd. 6 (1927), Nr. 34, S. 1606f.
- Ein unbekannter Krieg. Erlebnisse eines Arztes während des Weltkrieges. Anzengruber, Leipzig, Wien 1931.
- zusammen mit Herbert Hoff: Das Hämorrhoidalleiden, seine Komplikationen und deren Behandlung. Deuticke, Leipzig 1936.
- zusammen mit David Haler: The Liver – porta malorum (the gateway to disease). Wright, Bristol 1950 (Digitalisat).
- The Liver and cancer: a new cancer theory. Wright, Bristol 1955.

## Ehrungen
- Silberne Tapferkeitsmedaille, 1. Klasse[2]
- Eisernes Kreuz, 2. Klasse[3]
- Eiserner Halbmond
- Mecjdiye-Orden, V. Klasse[4]